# Stare Opole
Stare Opole – wieś w Polsce położona w województwie mazowieckim, w powiecie siedleckim, w gminie Siedlce. Ma status sołectwa. Leży 8 km na zachód od Siedlec.
W latach 1975–1998 miejscowość administracyjnie należała do województwa siedleckiego.
W Starym Opolu funkcjonuje rzymskokatolicka parafia MB Nieustającej Pomocy.
Przez Stare Opole przebiega trasa międzynarodowa E30 Cork–Omsk oraz linia kolejowa Warszawa–Terespol. Przystanek kolejowy o nazwie Sabinka.
Pierwsza wzmianka pochodzi z 1476.
Dnia 30 stycznia 2021 tuż obok Centrum Logistycznego Produktów Świeżych Topaz w Starym Opolu został otworzony pierwszy Topaz typu "Cash and carry".

## Wspólnoty wyznaniowe
- Kościół Boży w Chrystusie – Wspólnota Chrześcijańska „Bóg jest Wybawieniem”[10]
- Kościół rzymskokatolicki – parafia Matki Bożej Nieustającej Pomocy[11]